# Йозеф Лудвиг фон Армансперг
Йосиф Лудвиг фон Армансперг (на немски: Joseph Ludwig von Armansperg) (1787 г. – 1853 г.) е юрист и бивш министър на вътрешните, а впоследствие и на външните работи на Бавария. Има репутацията на либерал. След като Ото I навършва пълнолетие, графът става председател на Министерския съвет и получава титлата държавен канцлер.